# Dragon Eternity
Dragon Eternity est un jeu vidéo MMORPG multiplateforme développé par Q1 Studios et publié par Game Insight en 2011. Le jeu est disponible pour les appareils mobiles iOS et Android, sur le réseau social Facebook, et la version web de Dragon Eternity est accessible via un navigateur. Le jeu est distribué sur un modèle Free-to-play. 

## Histoire
La première version de Dragon Eternity, développée pour les navigateurs web, a vu le jour en avril 2011. À la fin du mois de mars 2013, le jeu est devenu disponible pour les utilisateurs d'iPad dans l'App Store d'Apple. En septembre de la même année, Dragon Eternity est devenu disponible sur Facebook, sur le magasin d'applications Google Play et sur l'App Store d'Apple pour les utilisateurs d'iPhone. Fin 2013, le jeu est sorti en Corée. Début 2014, le jeu comptait plus de neuf millions de joueurs inscrits.

## Gameplay
Le jeu se déroule dans le monde magique d'Adan, où deux empires en guerre, Sadar et Valor, sont contraints d'unir leurs forces contre d'anciens dieux sombres. Au début de son voyage, le joueur crée un personnage qu'il va ensuite développer et améliorer. Le jeu propose plus de 1000 quêtes PvE, plusieurs modes PvP ainsi que des mini-jeux qui permettent de diversifier le gameplay. Les joueurs peuvent non seulement se mesurer les uns aux autres, mais aussi s'unir en clans afin de participer à des batailles et d'accomplir des tâches plus complexes avec leurs amis. Pratiquement chaque action, à l'exception du commerce, permet au joueur d'acquérir de l'expérience, pour les batailles avec d'autres joueurs - du courage et de l'héroïsme. Au fur et à mesure que le personnage se développe, ces caractéristiques s'améliorent, apportant en même temps au joueur de nouveaux éléments d'équipement. À un certain niveau, tous les personnages ont la possibilité d'avoir leur propre dragon, qui les aidera dans les batailles. Plus le niveau du joueur est élevé, plus des tâches complexes avec des récompenses coûteuses deviennent disponibles.
Dans le jeu, il existe plusieurs classes de personnages, chacune d'entre elles étant accessible à plusieurs écoles de magie. La classe du personnage est déterminée par l'amulette portée. Ainsi, les joueurs peuvent modifier les caractéristiques et les compétences de leurs personnages simplement en changeant l'équipement.
Le but du jeu est le développement constant du personnage, l'amélioration de ses caractéristiques de combat, l'augmentation de sa réputation et la lutte pour la première place du classement général. 